# Khelima
 Khelima  es un cultivar de higuera higo común Ficus carica bífera, de higos de piel color purpuráceo a rojizo, muy cultivado en la cuenca del Mediterráneo desde la antigüedad. Se cultiva principalmente en el Peloponeso, Grecia.

## Sinonimia
- „Κέλιμα Σίκα“,
- „Khelima Sika“,[3]

, 
.

## Historia
Los higos 'Khelima' son una variedad griega antigua que se encuentra en la mayor parte de Grecia. 

## Características
Las hojas del árbol son de color verde oscuro grueso con 1 a 5 lóbulos y un crecimiento constante y rápido, y da higos en el segundo año.
Los higos 'Khelima' son de tipo higo común bífera tienen forma redondeada, de piel de color color purpuráceo a rojizo con tonos con partes amarillas y rojas cerca del pedúnculo y la pulpa es de un rojo rubí oscuro con muchos jugos y semillas.
La fruta crece alrededor de 5 a 6 cm de largo y tiene un sabor dulce.
Da dos cosechas, brevas e higos y el tiempo de cosecha más abundante es de agosto a septiembre, siendo higos grandes, muy redondos, buena calidad de sabor. Esta higuera no necesita polinización.

## Variedades de higueras en Grecia
Según un estudio efectuado por el « “S.M. Lionakis Subtropical Plants and Olive Trees Institute”» (La Canea, Creta, Grecia) sobre el estado actual de las variedades de higuera más cultivadas en Grecia para su posible mejora en rendimientos y usos:
| Cultivar                             | Nº de cosechas                                  | Uso                                                                 | Vigencia del cultivo                                                         |
| ------------------------------------ | ----------------------------------------------- | ------------------------------------------------------------------- | ---------------------------------------------------------------------------- |
| Higuera „Kalamon“ blanco             | 1, unífera (agosto a septiembre)                | Secado de los higos para su venta o transformación e higos frescos. | Variedad predominante, plantada sola o en asociación con otros frutales.     |
| Higuera „Kimis“ blanco               | 1, unífera (agosto a septiembre)                | Secado de los higos para su venta o transformación e higos frescos. | Variedad predominante, plantada sola DOP o en asociación con otros frutales. |
| Higuera „Vasiliki White“ blanco      | 1, unífera (agosto a septiembre)                | Autoconsumo de higos frescos.                                       | Muy apreciada con presencia común en las huertas.                            |
| Higuera „Vasiliki Black“ color       | 1, unífera (agosto a septiembre)                | Autoconsumo de higos frescos.                                       | Muy apreciada con presencia común en las huertas.                            |
| Higuera „Votanikou Black“ color      | 2, bífera (mayo a julio y agosto a septiembre)  | Autoconsumo de brevas frescas.                                      | Presencia común en las huertas.                                              |
| Higuera „Argalastis“ blanco          | 1, unífera (agosto a septiembre)                | Autoconsumo de higos frescos.                                       | Presencia común en las huertas.                                              |
| Higuera „Fragasana“ blanco           | 2, bífera (mayo a julio y agosto a septiembre)  | Autoconsumo de higos frescos, tienen buenas aptitudes para secado.  | Presencia común en las huertas.                                              |
| Higuera „Apostoliatika“ blanco       | 2, bífera (junio a julio y agosto a septiembre) | Autoconsumo de higos frescos.                                       | Rara, presente en algunas huertas.                                           |
| Higuera „Politiko“ blanco            | 1, unífera (agosto a septiembre)                | Autoconsumo de higos frescos o secos.                               | Común, presente en plantaciones de higueras de pasa y en huertas.            |
| Higuera „Livano“ blanco              | 1, unífera (agosto a septiembre)                | Autoconsumo de higos frescos.                                       | Presencia común en las huertas.                                              |
| Higuera „Prasinosikia Lesvou“ blanco | 1, unífera (agosto a septiembre)                | Autoconsumo de higos frescos.                                       | Presente en algunas huertas.                                                 |
| Higuera „Kanates“ color              | 1, unífera (julio a septiembre)                 | Autoconsumo de higos frescos.                                       | Presente en algunas huertas.                                                 |
| Higuera „Delonika Naxou“ blanco      | 1, unífera (octubre)                            | Autoconsumo de higos frescos.                                       | Presente en algunas huertas.                                                 |
| Higuera „Boukia Samou“ color         | 2, bífera (mayo a julio y agosto a septiembre)  | Autoconsumo de higos frescos.                                       | Presente en algunas huertas.                                                 |